# 實現夢想的多啦A夢
實現夢想的多啦A夢（羅馬字：Yume wo Kanaete Doraemon），或譯為你實現夢想的哆啦A夢、哆啦A夢為我實現夢想等等，臺灣填词版名為蓝色梦想，香港填词版名為梦，是《哆啦A夢》中的一首動畫歌曲，亦是水田版動畫片頭曲，接替並取代有多年歷史的主題曲《哆啦A夢之歌》。

## 日語原版
於2007年5月11日至2019年10月5日，2024年11月16日至今作為水田版電視動畫的片頭曲。2008年至2014年，2016至2017，2019年及2025年的水田版電影也以它為主題曲。台灣華視播出的水田版動畫也是以它為主題曲。

### 製作
- 演唱：Mao
- 合唱：向日葵兒童
- 作詞：黒須克彦（日语：黒須克彦）
- 作曲：黒須克彦（日语：黒須克彦）
- 編曲：大久保薫

#### 聲優合唱版
2014年10月17日開始播出的《多啦A夢》中五位主角的配音員將其翻唱，2015年電影《大雄的宇宙英雄記》也以它為主題曲。
- 演唱：水田山葵、大原惠、嘉數由美、木村昴、關智一

### 收錄
- Mao於2007年推出的同名專輯《夢をかなえてドラえもん》
- 哆啦A夢電視主題歌大全集
- 哆啦A夢電影主題曲大全集

## 香港版
在香港该曲被翻唱并更名為夢，作為TVB播出水田版動畫的片頭曲。

### 制作
- 作詞：余皓文（粵語版）、張美賢（國語版）
- 作曲：黑須克彥
- 編曲：葉肇中

演唱：
- 廖碧兒（2009年－2013年3月10日、2014年10月16日；後因廖碧兒過檔城市電訊旗下的香港電視網絡，於2013年3月11日起改由謝安琪主唱）[3]
- 謝安琪（2013年3月11日－2021年7月19日）[4]
- 鍾柔美、姚焯菲、詹天文、文凱婷（2021年8月9日至今；《聲夢傳奇》第一季參賽者）[5]

## 臺灣版
在臺灣，该曲在2008年被翻唱为国语版並譯為蓝色梦想，使用於哆啦A梦电影版《大雄与绿巨人传》與《大雄的人魚大海戰》。

### 制作
- 演唱：黄玺翀
- 填词：庄景云
- 编曲：康友韦

## 外部連結
- 實現夢想的哆啦A夢
- 實現夢想的哆啦A夢（声优合唱版） （页面存档备份，存于）
- 藍色夢想
- 藍色夢想（電影片頭曲版）
- 实现梦想的哆啦A梦（中国大陆的北斗企鹅工作室诸成员合唱版，不过并无实际使用）（页面存档备份，存于）
- 多啦A夢粵語版OP(廖碧兒主唱版) (TVB J2) （页面存档备份，存于）
- 多啦A夢粵語版OP(謝安琪主唱版)
- Doraemon (UK)主題曲